# Mesochorus flavimaculatus
Mesochorus flavimaculatus là một loài tò vò trong họ Ichneumonidae.